# János Garay (szermierz)
János Garay (ur. 23 lutego 1889 w Budapeszcie, zm. 3 maja 1945 w obozie koncentracyjnym Mauthausen-Gusen) – węgierski szablista pochodzenia żydowskiego, trzykrotny medalista olimpijski i dwukrotny medalista mistrzostw świata.
Na igrzyskach olimpijskich w Paryżu w 1924 roku Ödön Tersztyánszky, János Garay, Sándor Pósta, László Berti, József Rády, Zoltán Schenker, Jenő Uhlyárik i László Széchy wywalczyli srebro w szabli drużynowej. W szabli indywidualnej zajął trzecie miejsce. W rundzie finałowej wygrał pięć z siedmiu pojedynków, uzyskując taki sam wynik jak Sándor Pósta i Francuz Roger Ducret. W barażach o pozycje na podium Garay przegrał obie walki i uplasował się kolejno za Póstą i Ducretem. Na rozgrywanych cztery lata później igrzyskach olimpijskich w Amsterdamie Węgrzy w składzie: Ödön Tersztyánszky, János Garay, Attila Petschauer, József Rády, Sándor Gombos i Gyula Glykais zdobyli złoty medal w szabli drużynowej. W turnieju indywidualnym tym razem nie startował.
Podczas mistrzostw świata w Ostendzie w 1925 roku (oficjalnie zawodu tego cyklu rozgrywane są pod tą nazwą dopiero od 1937) wywalczył złoty medal w szabli indywidualnej, wyprzedzając na podium Jenő Uhlyárika i Attilę Petschauera. Ponadto na mistrzostwach świata w Liège w 1930 wraz z kolegami z reprezentacji zdobył drużynowo złoty medal.
Był indywidualnym mistrzem Węgier w 1923, w drużynie zwyciężał w 1927 i 1930. Odznaczony Medalem z Koroną. 
W czasie II wojny światowej, podobnie jak większość węgierskich Żydów został wysłany do obozu koncentracyjnego. Garay został osadzony w obozie Mauthausen, gdzie zmarł, oficjalnie z powodu niewydolności serca.
Jego synową była Valéria Gyenge.